# Deuxième Période intermédiaire
~ 1735 – ~ 1580 av. J.-C.
Entités précédentes :
- Moyen Empire

Entités suivantes :
- Nouvel Empire

La Deuxième Période intermédiaire est une période d'instabilité de l'histoire de l'Égypte antique, qui se situe entre le Moyen Empire et le Nouvel Empire, entre environ 1780 et 1550 av. J.-C. Elle est marquée par la domination des Hyksôs sur une grande partie du pays. Elle commence conventionnellement à l'avènement de la XIIIe dynastie, même si le pays est toujours uni à cette époque. Ce qui fait dire à certains qu'elle ne commence qu'à l'avènement de la XIVe dynastie, à Xoïs dans le delta, mettant fin ainsi à l'unité du pays, tandis que les rois de la XIIIe dynastie continuent à régner sur le reste du pays. Cette période se termine lorsque Ahmosé Ier, à la suite de la guerre de libération amorcée par ses prédécesseurs de la XVIIe dynastie, finit par conquérir Avaris, capitale des Hyksôs dans le delta occidental, et ainsi réunifier le pays et inaugurer le Nouvel Empire.

## Histoire politique

### Fin du Moyen Empire
Après la mort de Néférousobek, la succession des rois en Égypte est confuse. En effet, on a longtemps considéré le premier roi de la XIIIe dynastie comme étant Khoutaouyrê Ougaf, suivant en cela le Canon royal de Turin. Mais certains chercheurs comme Kim Ryholt et Darrell Baker pensent maintenant que le successeur de Néférousobek est plutôt Sekhemrê-Khoutaouy Amenemhat-Sobekhotep, qui aurait régné au début de la XIIIe dynastie,. Ils expliquent ceci par le fait que le nom de Nesout-bity de Sobekhotep II est Sekhemrê-Khoutaouy, tandis que celui de Khoutaouyrê Ougaf est Khoutaouyrê ; ainsi le scribe aurait interverti les deux noms par confusion. Quoi qu'il en soit, à partir de ce règne, l'Égypte est gouvernée par une série de rois éphémères pendant dix à quinze ans. Les anciennes sources égyptiennes les considèrent comme les premiers rois de la XIIIe dynastie, bien que le terme de dynastie soit trompeur, car la plupart de ces rois n'étaient pas liés par le sang. Les noms de ces rois éphémères sont attestés sur quelques monuments et graffitis, mais leur ordre de succession n'est connu que par le Canon royal de Turin, qui lui-même n'est pas totalement fiable.

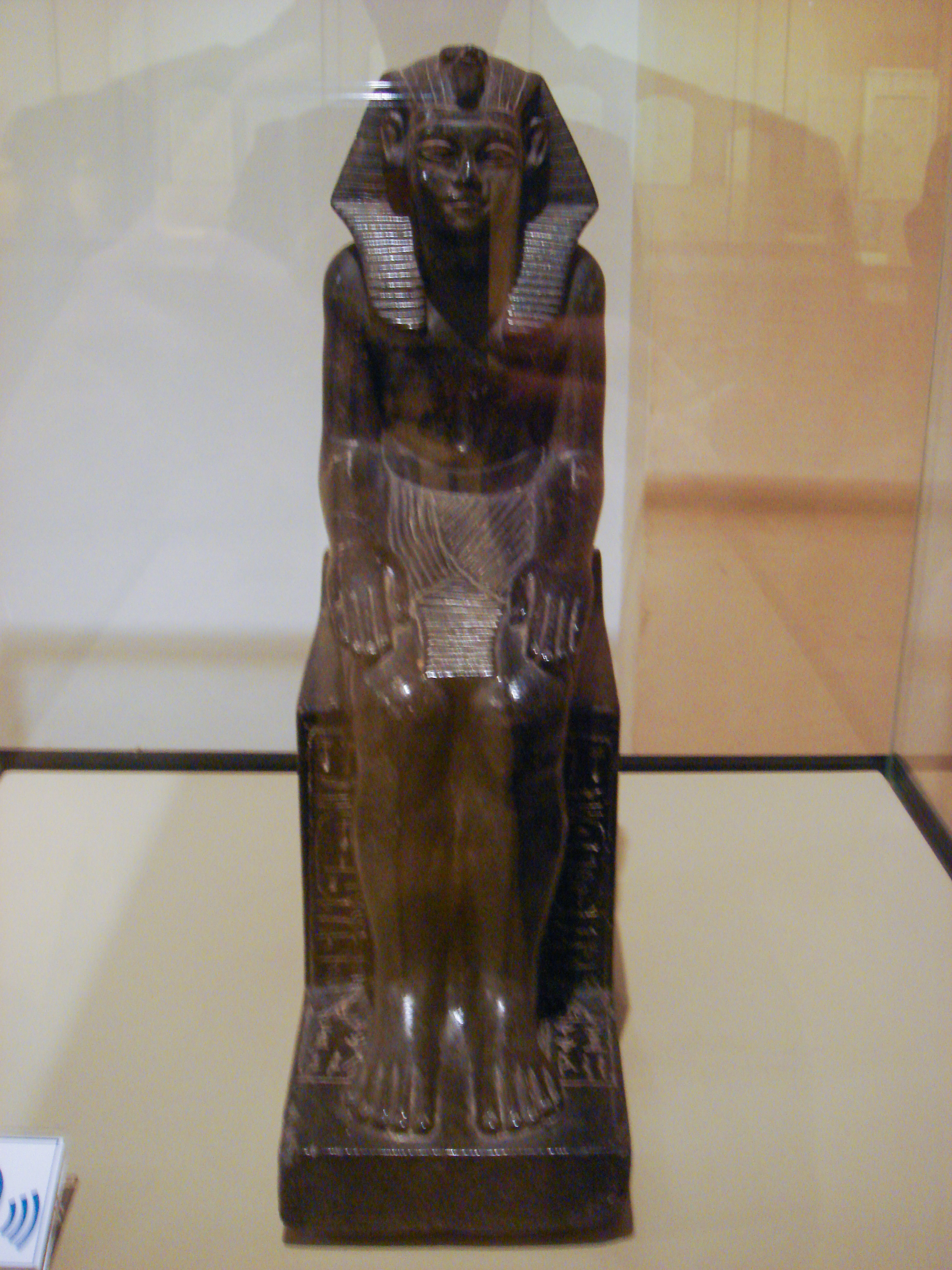
Statue de Khâsekhemrê NeferhotepMusée archéologique de Bologne.

Après le chaos politique initial, une série de rois mieux attestés règnent plus longtemps, pendant environ cinquante à quatre-vingts ans. Le roi le plus stable de cette période, Khâsekhemrê Neferhotep Ier , règne pendant onze ans et conserve le contrôle effectif de la Haute-Égypte, de la Nubie et du Delta, à l'exception peut-être des villes de Xoïs et Avaris. Neferhotep Ier est même reconnu comme le suzerain du roi de Byblos, indiquant que les premiers rois de la XIIIe dynastie ont dû conserver une grande partie du pouvoir de la précédente, au moins jusqu'à son règne. Il est remplacé par ses frères Sahathor et Khâneferrê Sobekhotep. Par la suite, l'unité du pays se délite du fait de la proclamation de nouveaux rois dans des villes du delta, à commencer par Xoïs.

### Division du pays
Au cours de la XIIIe dynastie, les villes de Xoïs et d'Avaris commencent à se gouverner elles-mêmes. Les dirigeants de Xoïs étaient les rois de la XIVe dynastie, et les dirigeants d'Avaris étaient les Hyksôs, un mot qui signifie « chefs des pays étrangers », de la XVe dynastie. Ces Hyksos étaient sans doute un groupe de peuples issus du Proche-Orient et établis dans le delta depuis la XIIe dynastie. Selon Manéthon, cette dernière révolte aurait eu lieu sous le règne de Khâneferrê Sobekhotep, bien qu'il n'en existe aucune preuve archéologique. Le règne de Khâneferrê Sobekhotep est suivi par celui très bref de Khâhoteprê Sobekhotep, lui-même suivi par celui d'Ouahibrê Ibiâou, qui aurait régné dix ans, puis de Merneferrê Aÿ Ier , qui aurait duré vingt-trois ans. Si ces règnes sont plus longs que ceux de leurs prédécesseurs, aucun de ces rois ne laissa autant d'attestations que Khâsekhemrê Neferhotep Ier  ou Khâneferrê Sobekhotep. Malgré cela, ils semblent tous les deux avoir tenu au moins une partie de la Basse-Égypte. Après Merneferrê Aÿ, aucun roi ne laissa son nom sur un objet trouvé en dehors du Sud. Dans la dernière partie de la XIIIe dynastie, les rois du Sud ne règnent que sur la Haute-Égypte. À la fin de cette dynastie, la Nubie est perdue au profit du puissant royaume de Kerma.
On ne sait presque rien de la XIVe dynastie, sinon qu'elle était basée à Xoïs et que son fondateur fut peut-être un certain Néhésy. La plupart des chercheurs — parmi lesquels Manfred Bietak et Kim Ryholt — s'accordent à dire qu'après le règne très court de ce roi, la région du delta a été frappée par une interminable famine, qui a peut-être duré jusqu'à la fin de la XIVe dynastie,. Le même fléau a peut-être touché la XIIIe dynastie, qui ne contrôlait alors que la Haute-Égypte et qui fut également instable car de nombreux rois s'y sont succédé au cours de ses 50 dernières années, d'environ 1700 à 1650 av. J.-C. L'affaiblissement des deux royaumes expliquerait en partie pourquoi ils sont tombés rapidement sous la puissance émergente des Hyksôs, vers 1650 av. J.-C..

### Domination des Hyksôs

#### Les Hyksôs
La XVe dynastie fut fondée vers -1660 à Avaris (delta oriental) par les Hyksôs, mot qui signifie « chefs des pays étrangers ». On ignore l'origine exacte de ce peuple, mais ce devait être une coalition de peuples venus du Proche-Orient et qui s'étaient infiltrés dans le delta depuis le Moyen Empire. Les rois égyptiens de la XIIIe dynastie gouvernent le sud du pays jusqu'à Memphis. Puis le souverain Hyksôs Salitis s'empare d'une grande partie du pays, grâce à leur avance technologique en matière d'armement : cavalerie, utilisation des chars, des cuirasses et du Khépesh.
Toutes les provinces font allégeance aux souverains Hyksôs. Même Thèbes, qui sera plus tard le foyer de la rébellion, semble s'y plier. Les XIIIe et XIVe dynasties ne s'éteignent pas pour autant, mais perdent une part de leur autonomie : en réalité, les rois thébains forment ce qui est appelé soit la XVIe dynastie selon la définition de Kim Ryholt, soit la XVIIe dynastie selon une définition plus ancienne. Les rois de Xoïs de la XIVe dynastie prêteront allégeance aux Hyksôs, tout comme d'autres roitelets du delta et de Moyenne-Égypte, certains étant égyptiens, d'autres d'origine asiatique. L'ensemble de ces vassaux forment ce qui était appelé la XVIe dynastie dans son ancienne définition. À cette même époque, Nédjeh fonde un royaume nubien entre Éléphantine et la deuxième cataracte du Nil, dont la capitale est Bouhen.
Les souverains hyksôs, au contact de la civilisation égyptienne beaucoup plus avancée que la leur, adoptent le protocole et les titres de la cour royale d'Égypte. Dans leur gouvernement, ils conservent l’organisation administrative existante et emploient un personnel de fonctionnaires égyptiens. Ces derniers, momentanément soumis aux étrangers, gardent quand même intact leur orgueil national et leur profond attachement à leurs dieux.

#### Les rois thébains
L'égyptologue Kim Ryholt (en 1997), suivi par Bourriau (en 2003), en reconstruisant le Canon royal de Turin, a interprété une liste de rois implantés à Thèbes comme constituant la XVIe dynastie de Manéthon, bien que cette conclusion soit « des plus discutables et de grande portée ». Pour cette raison, d'autres chercheurs ne suivent pas Ryholt et ne voient que des preuves insuffisantes pour l'interprétation d'une XVIe dynastie comme étant thébaine, mais continue de la voir comme étant vassale des Hyksôs.
La guerre contre la XVe dynastie a dominé l'éphémère XVIe dynastie. Les armées de la XVe dynastie, gagnant ville après ville sur leurs ennemis du sud, ont progressivement empiété sur le territoire de la XVIe dynastie, conquérant finalement Thèbes elle-même. Dans son étude sur la Deuxième Période intermédiaire, Ryholt suggère que Djedhoteprê Dedoumes a essayé d'obtenir une trêve dans les dernières années de la dynastie, mais un de ses prédécesseurs, Souadjenrê Nebiryraou, a peut-être eu plus de succès et semble avoir connu une période de paix sous son règne.
La famine qui a frappé la Haute-Égypte à la fin de la XIIIe dynastie et sous la XIVe dynastie, frappe également la XVIe dynastie, plus manifestement pendant et après le règne de Sekhemrê-Sânhktaouy Neferhotep.
S'il ces souverains étaient très probablement basés à Thèbes, certains d'entre eux ont peut-être été les souverains locaux d'autres villes importantes de Haute-Égypte, notamment Abydos, El Kab et Edfou. Sous le règne de Souadjenrê Nebiryraou, le royaume contrôlé par la XVIe dynastie s'étendait au moins jusqu'à Hout-Sekhen (7e nome de Haute-Égypte) au nord et à Edfou au sud (2e nome de Haute-Égypte),,.

#### Dynastie d'Abydos
En parallèle avec les rois thébains, une dynastie locale située à Abydos aurait régné. L'existence de cette dynastie a d'abord été proposée par Detlef Franke, puis élaborée par Kim Ryholt en 1997. Elle semble avoir été confirmée en janvier 2014, lorsque la tombe d'un pharaon jusqu'alors inconnu, Senebkay, est découverte à Abydos. Selon les connaissances actuelles, la dynastie comprend quatre souverains, Oupouaoutemsaf, Paentjeny, Senââib et Senebkay.
Cette nécropole royale a été mise au jour dans la partie sud d'Abydos, sur un terrain appelé « Montagne d'Anubis » (colline en forme de pyramide). Dans les temps anciens, la dynastie d'Abydos avait installé son lieu de sépulture sur une zone adjacente aux tombeaux des souverains du Moyen Empire

### Reconquête et avènement du Nouvel Empire
La situation reste figée jusqu'au règne de Senakhtenrê Iâhmes, de la XVIIe dynastie, et de son ennemi hyksôs Apophis Ier. Au cours de leurs règnes, une longue guerre de libération est engagée par les Thébains. Elle est poursuivie par Seqenenrê Tâa, puis par Ouadjkheperrê Kames, qui repousse la frontière Nord de son royaume jusqu'au delta du Nil. Elle est achevée par Ahmosis Ier, qui non seulement chasse les Hyksôs jusqu'en Asie Mineure, mais se rend également maître de la Nubie. Il met ainsi fin à la XVe dynastie hyksôs et au royaume Kouchite de Bouhen, où il installe une importante garnison. Avec lui s'ouvrent la XVIIIe dynastie et le Nouvel Empire.
L'histoire de la reconquête du pays par les rois thébains nous est connue par deux sources littéraires : un conte du Nouvel Empire, la Querelle d'Apophis et de Séqénenrê (Papyrus Sallier I, British Museum) et le récit funéraire d'un vétéran de cette guerre, Ahmès fils d'Abana. Il est cependant difficile de séparer la réalité historique de la propagande thébaine ultérieure.

#### Propagande thébaine
La Deuxième Période intermédiaire est l'une des plus difficiles à étudier pour les égyptologues. Manéthon donne de cette période une présentation qui semble tenir davantage de la reprise d'une propagande thébaine destinée à légitimer sa prise de pouvoir sur l'ensemble de l'Égypte que d'un rendu factuel de la réalité de l'époque. Il y avait certes des Asiatiques dans le delta du Nil à cette époque, mais on ne peut pas affirmer pour autant que les dirigeants étaient issus de cette population. En effet, plus tard, les souverains de l'époque ramesside, originaires du delta oriental, ne considéreront pas les dynasties hyksôs comme illégitimes. En fait, il semble que par son contenu, la description que Manéthon offre de cette période se rapproche des textes de l'époque saïte, qui évoquent les guerres contre les Assyriens ; la propagande thébaine relatant la Deuxième Période intermédiaire aurait donc résonné avec l'actualité des invasions perses que connaissait l'Égypte à ce moment de son histoire. De là une propagande initialement cantonnée aux annales royales de Haute-Égypte et qui aurait été reprise par les chroniqueurs antiques, puis plus récemment par l'égyptologie.

### Synthèse
- Succession des dynasties, selon la théorie considérant la XVIe dynastie comme vassale des Hyksôs :

| Xoïs              | Avaris       | Basse-Égypte  | Moyenne-Égypte | Haute-Égypte      | Basse-Nubie       |
| ----------------- | ------------ | ------------- | -------------- | ----------------- | ----------------- |
|                   |              |               | XIIIe dynastie |                   |                   |
| XIVe dynastie     |              |               |                |                   |                   |
|                   | XVe dynastie |               |                |                   |                   |
| Domination Hyksôs |              | XVIe dynastie |                | Domination Hyksôs |                   |
|                   |              |               |                |                   | Dynastie Kouchite |
|                   |              |               |                | XVIIe dynastie    |                   |
|                   |              |               |                |                   |                   |
|                   |              |               |                |                   |                   |
|                   |              |               |                |                   |                   |

- Succession des dynasties selon la théorie considérant la XVIe dynastie comme étant rois thébains soumis aux Hyksôs :

| Xoïs              | Avaris       | Basse-Égypte      | Moyenne-Égypte | Haute-Égypte   | Basse-Nubie       |
| ----------------- | ------------ | ----------------- | -------------- | -------------- | ----------------- |
|                   |              |                   | XIIIe dynastie |                |                   |
| XIVe dynastie     |              |                   |                |                |                   |
|                   | XVe dynastie |                   |                |                |                   |
| Domination Hyksôs |              | Domination Hyksôs |                | XVIe dynastie  |                   |
|                   |              |                   |                |                | Dynastie Kouchite |
|                   |              |                   |                | XVIIe dynastie |                   |
|                   |              |                   |                |                |                   |
|                   |              |                   |                |                |                   |
|                   |              |                   |                |                |                   |

Note : Il ne s'agit ici que de montrer la succession des dynasties et non une chronologie homogène. La durée de chaque phase n'est pas représentée dans ce tableau.

## Politique et économie

### Royaume de Thèbes
Le royaume de Thèbes, dominé par de nombreuses femmes et reines telles Tétishéri ou Iâhhotep II, prend peu à peu l'ascendant sur les villes voisines ; il étend peu à peu son influence de Cusae à Éléphantine. Cependant les revenus commerciaux du royaume étant de plus en plus ponctionnés par celui des Hyksôs, il devient nécessaire au royaume thébain de conquérir son voisin du nord. Ce dernier étant allié au royaume de Kerma en Nubie, les armées thébaines se tournent également vers leurs voisins en amont du Nil. Deux fois victorieux, le royaume de Thèbes se retrouve donc à la tête d'un territoire s'étendant de la troisième cataracte à la frontière sud de Canaan.

### Royaume hyksôs
Le royaume du nord est de culture hybride, à la fois égyptienne et levantine. Ses principaux centres économiques sont la capitale Avaris et la ville de Sharouhen située de l'autre côté du Sinaï. Ce royaume est au cœur des échanges entre l'Afrique, le Levant et la Méditerranée, ce qui lui confère de nombreuses richesses. Il est également allié au royaume de Nubie, prenant ainsi les rois de Haute-Égypte en tenaille.

## Littérature, sciences et techniques pendant la Deuxième Période intermédiaire
Bien que difficile à cerner politiquement, la période n'en est pas moins florissante dans d'autres domaines. Ainsi le papyrus Rhind, l'une de nos principales sources concernant les mathématiques dans l'Égypte antique, ou le papyrus Edwin Smith, le plus ancien document traitant de chirurgie, remontent-ils à cette époque. De même, la copie d'œuvres littéraires anciennes se pratiquait toujours à l'époque, comme en témoigne le papyrus Westcar.

## Arts

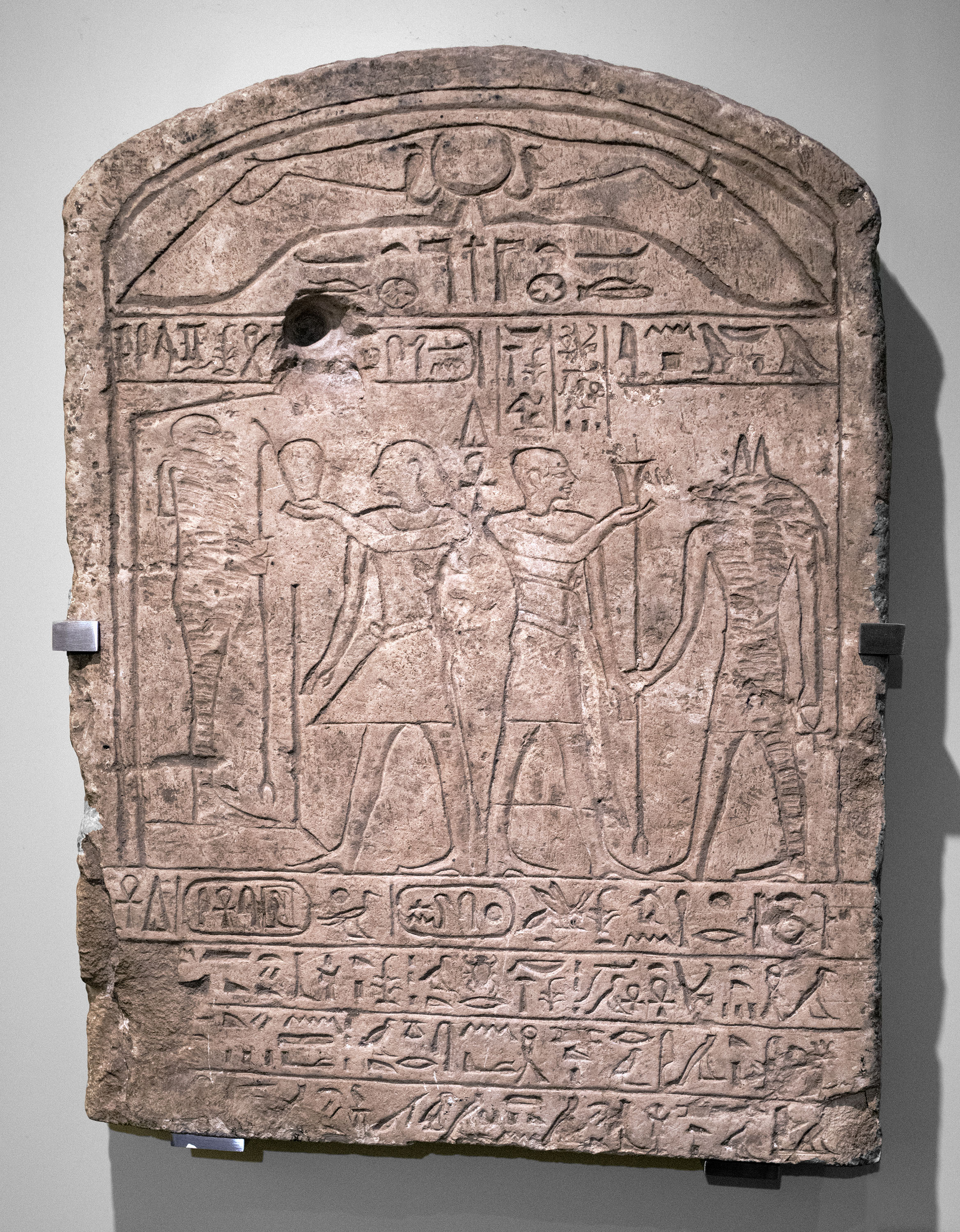
Stèle de la XIVe dynastieMusée archéologique national de Madrid.
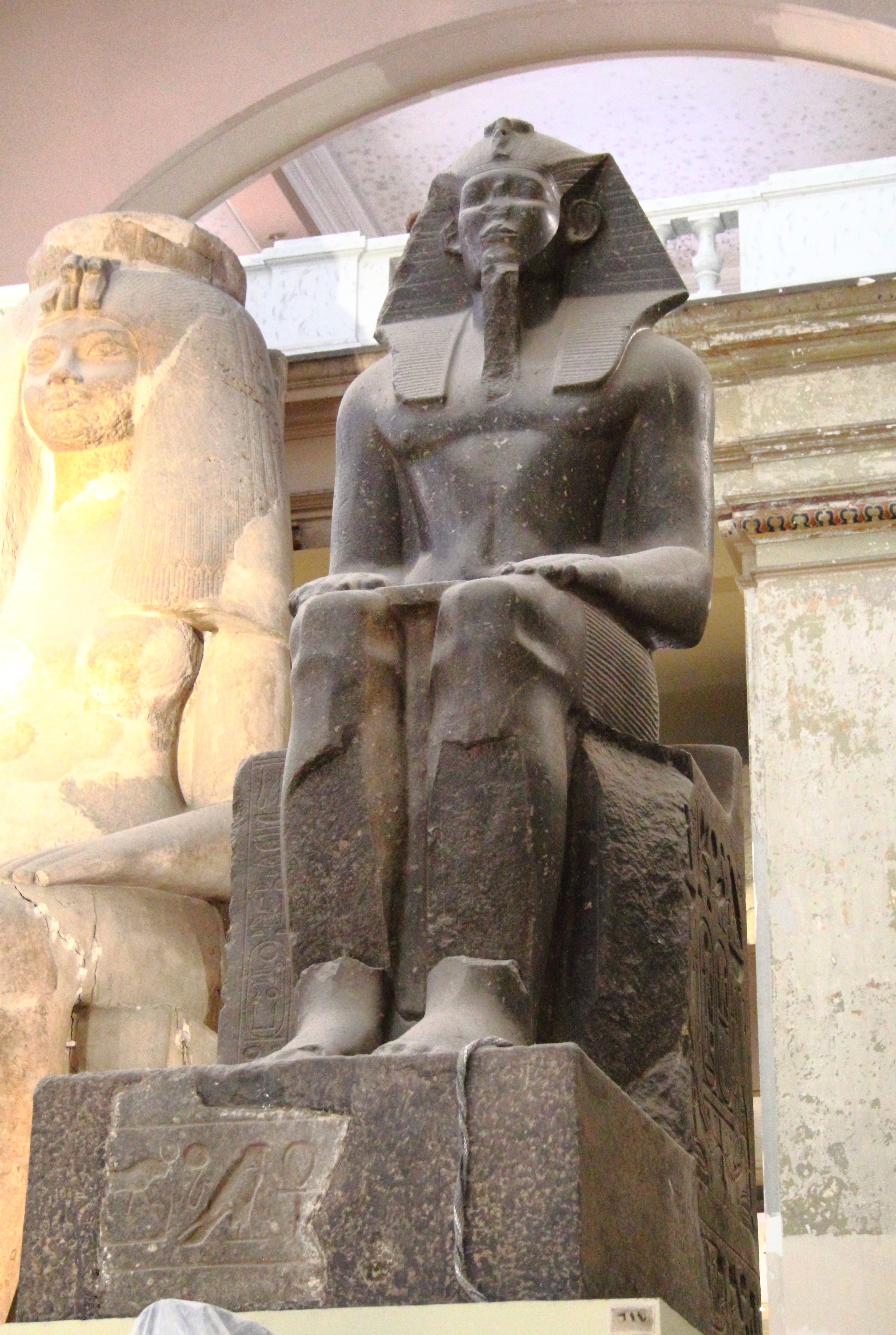
Statue colossale d'un roi de la XIIIe dyn., ensuite usurpée par un dirigeant Hyksôs de la XVe dyn.[note 1]Musée du Caire.
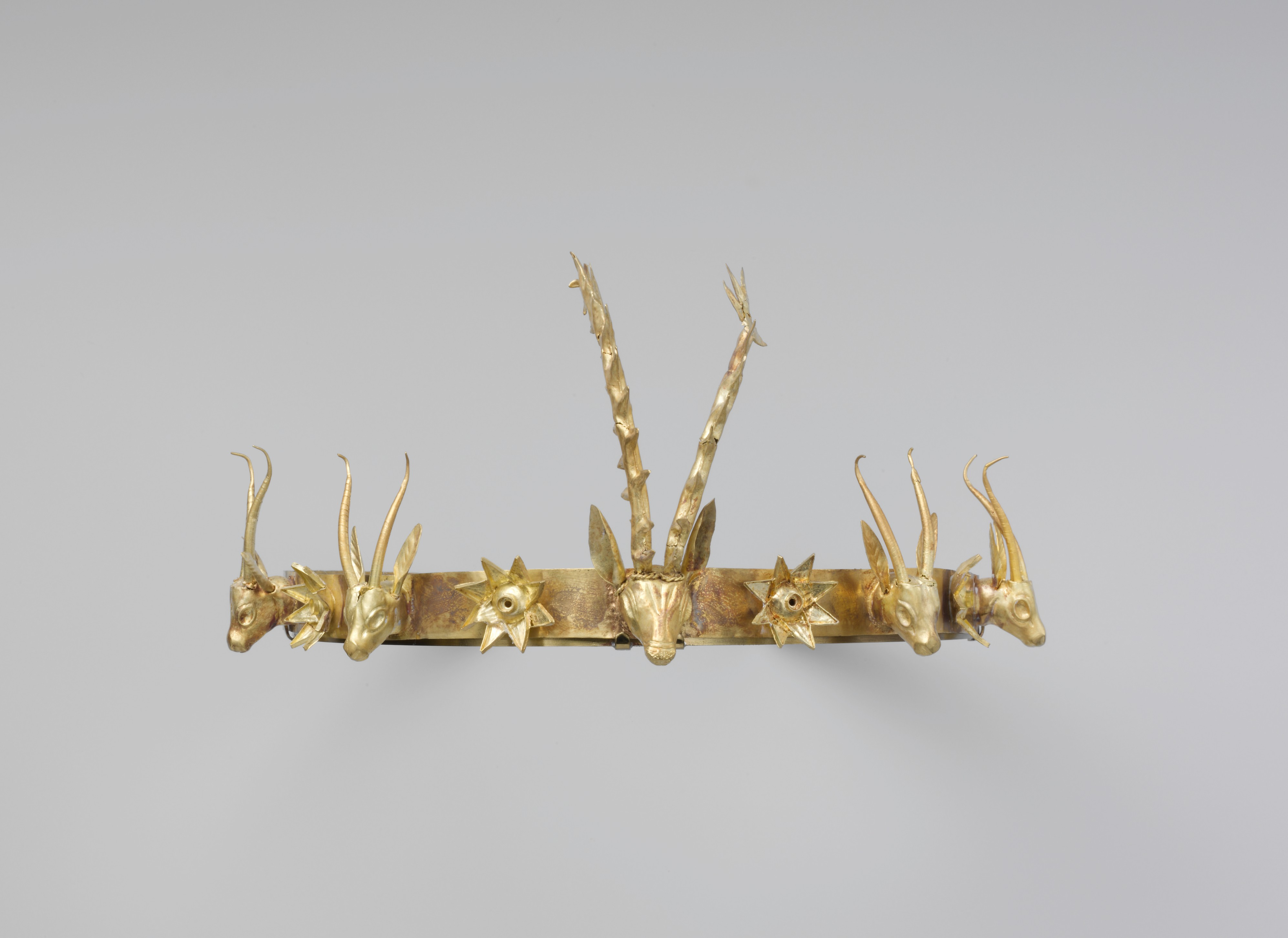
Couronne de princesse Hyksôs, XVe dyn.Metropolitan Museum of Art.
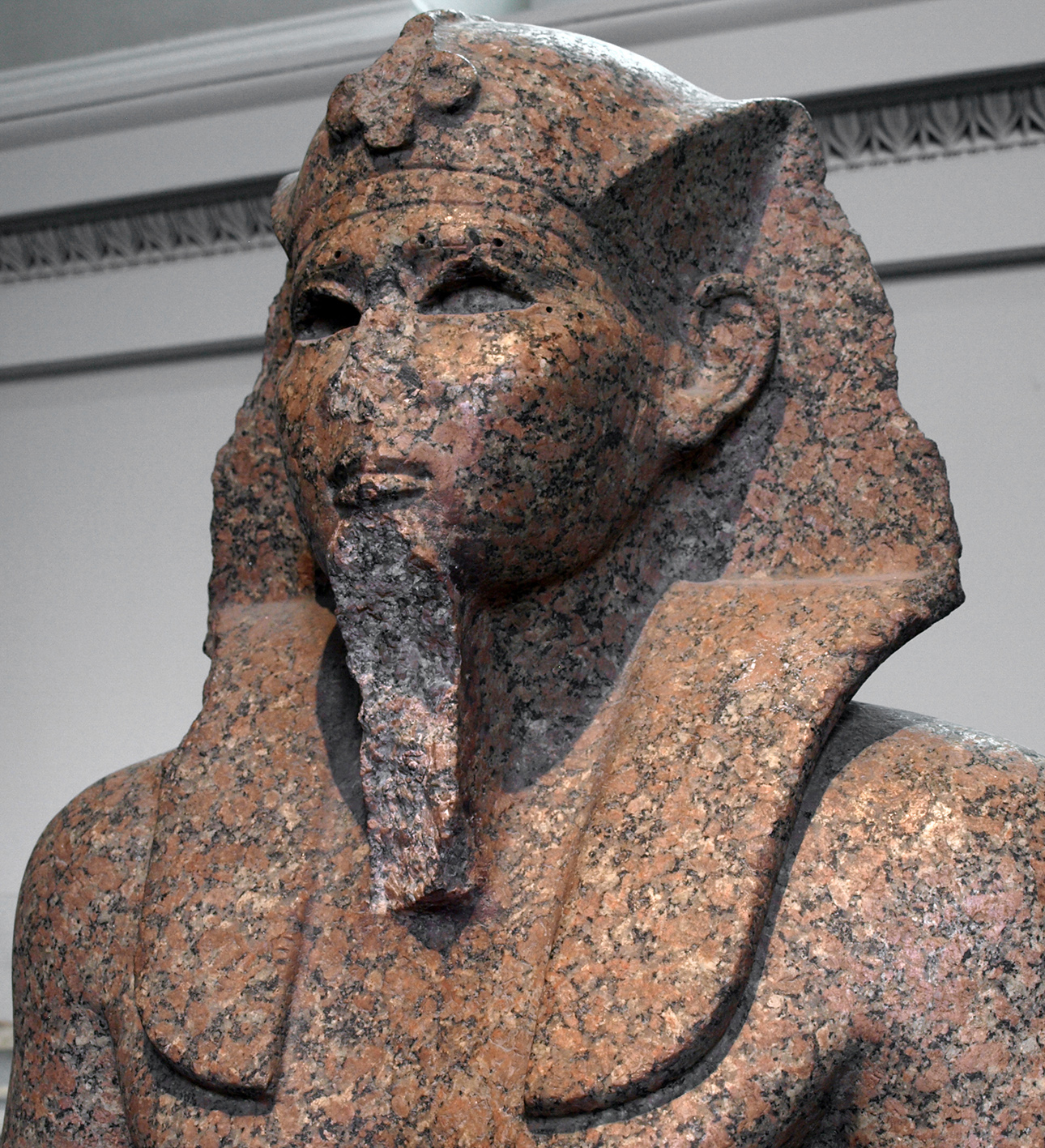
Pharaon Sekhemrê-Ouadjkhâou Sobekemsaf Ier, Granit rouge, XVIIe dyn., v. 1630.British Museum.
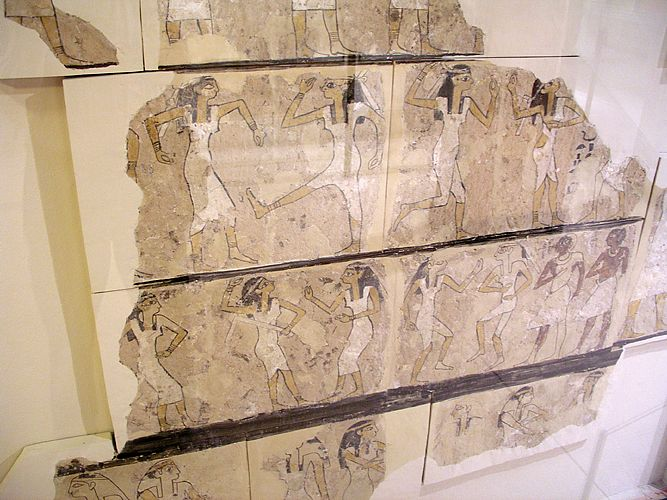
Tombe des danseuses, plâtre peint, Thèbes, XVIIe dyn.Ashmolean Museum.
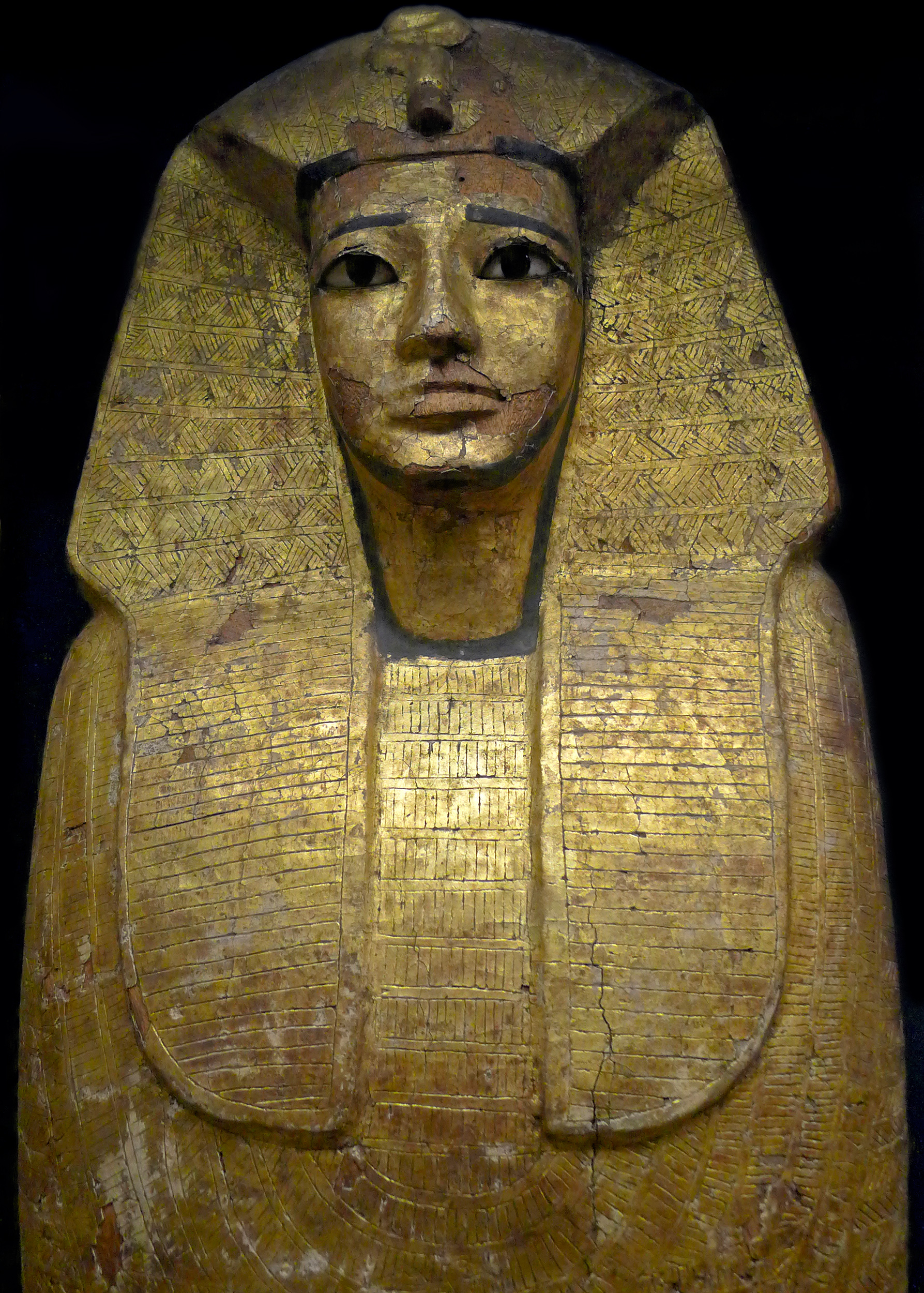
Cercueil d’un roi Antef (Sekhemrê-Oupmaât Antef-Âa (?), XVIIe dyn.Louvre.